# Teramulus kieneri
Teramulus kieneri är en fiskart som beskrevs av Smith, 1965. Teramulus kieneri ingår i släktet Teramulus och familjen silversidefiskar. IUCN kategoriserar arten globalt som otillräckligt studerad. Inga underarter finns listade i Catalogue of Life.